# Khoai tây kem
Khoai tây kem (tiếng Anh: Ice cream potato) là món tráng miệng kem độc đáo giống như một củ khoai tây nướng. Món ăn không hề chứa khoai tây. Lou Aaron, chủ quán Westside Drive In ở Boise, Idaho, đã sáng tạo ra món ăn này. Nó có thể được tìm thấy ở đó quanh năm và có nhiều hội chợ cũng như sự kiện ngoài trời khác nhau theo mùa. Rất khó để mua được bên ngoài Idaho.
Món ăn này là sự thừa nhận tầm quan trọng của khoai tây trong văn hóa Idaho, vì nó cũng là loại rau của bang.
Người sáng tạo Lou Aaron được cho là đã dành 40 năm để hoàn thiện công thức nấu món này. Người ta ước tính Westside Drive In bán được hơn 1.000 cái mỗi tháng và 10.000 cái trong chín ngày tại Hội chợ Tây Idaho.
Kem vani được nặn thành hình củ khoai tây và phủ một lớp bột cacao để mô phỏng lớp vỏ màu nâu. Sau đó phủ thêm lớp kem tươi, sô-cô-la bào và xi-rô sô-cô-la lên trên khoai tây kem. Một số nhà cung cấp đưa ra các biến thể với lớp phủ màu vàng là "bơ" và lớp rắc màu xanh lá cây là "hẹ".
Nó cũng có thể được tìm thấy dưới dạng đóng gói sẵn ở các cửa hàng tiện lợi.
Westside Drive-In và món khoai tây kem của tiệm này từng được giới thiệu trong một tập tập trung vào Boise của chương trình Man v. Food chiếu trên kênh Travel Channel năm 2018.